# Хюсеин Сюлейман
Хюсеин Сюлейман (на турски: Hüseyin Süleyman; на македонска литературна норма: Хусејин Сулејман) е писател от Социалистическа Република Македония, от турски произход.

## Биография
Роден е в 1900 година в Куманово, тогава в Османската империя. Публикува разкази в турския вестник „Бирлик“ и в детските списания „Севинч“ и „Томурджук“. След смъртта му неговите разкази са публикувани в книга под заглавието „Деца“ (1964). Най-известната му творба е театралната пиеса „Алиш“. Умира в Скопие в 1963 година.